# نسخة بدل
البدل والنسخة البدل هي الصورة الأخرى من الكلمة أو الكلام في النسخة الأخرى من الكتاب. أي في نسخة أخرى بدلا من النسخة المذكورة في المتن. ويرمز لها بالخاء والدال (خ د) وبالخاء واللام (خ ل) وبالنون واللام (ن ل).